# Julia Lier
Julia Lier (Ludwigsfelde, 11 de novembro de 1991) é uma remadora alemã, campeã olímpica.

## Carreira
Lier competiu nos Jogos Olímpicos de 2016, no Rio de Janeiro, onde conquistou a medalha de ouro com a equipe da Alemanha no skiff quádruplo.